# Koffikro-Afféma
Koffikro-Afféma est une localité du sud-est de la Côte d'Ivoire, et appartenant au département d'Aboisso, Région du Sud-Comoé. La localité de Koffikro-Afféma est un chef-lieu de commune.